# Гленберн (Северная Дакота)
Гле́нбёрн (англ. Glenburn) — город в штате Северная Дакота, США. По состоянию на 2013 год, численность населения составляла 453 человек.

## История
Город был основан в 1903 году.

## Географическое положение
Гле́нбёрн расположен южнее столицы округа города Мохолл. Климат Влажный континентальный, с теплым летом и холодной зимой.

## Население
Расовый состав согласно оценкам Бюро переписи населения США на 2010 год:
- белые — 93,1 %
- две и более национальностей — 3,2 %
- латиноамериканцы − 2,1 %
- азиаты — 0,8 %
- другие расы — 0,5 %
- индейцы, алеуты и эскимосы — 0,3 %

Гендерный состав 52,4 % мужчин и 47,6 % женщин. Средний возраст населения составляет 33,6 года.

## Образование и культура
В городе расположены:
| Управляющий орган                      | Бюджет      | Кол-во персонала | Кол-во учащихся | Количество учителей |
| -------------------------------------- | ----------- | ---------------- | --------------- | ------------------- |
| Управление образования города Гле́нбёрн | $ 3,340,000 | 20,24            | 263             | 24,50               |
|                                        |             |                  |                 |                     |
| Название школы                         | Тип школы   | Классы           | Кол-во учащихся | Кол-во учителей     |
| Начальная школа города Гле́нбёрн        | Начальная   | 0-6              | 139             | 11,67               |
| Высшая школа города Гле́нбёрн           | Высшая      | 7-12             | 127             | 12,83               |

## Экономика
Наибольшая занятость в сферах управления, образования, здравоохранения, строительства.

## Транспорт
- Аэропорт